# Ле-Бурже (Сен-Сен-Дени)
Ле-Бурже (фр. Le Bourget) — коммуна департамента Сен-Сен-Дени, округа Бобиньи; северо-восточный пригород Парижа, в 10,6 км от центра Парижа (нулевого километра). Площадь 2,08 км², население 15 905 чел (2019).
Коммуна дала название знаменитому аэропорту Ле-Бурже, хотя лишь небольшая его часть находится на её территории (в основном он расположен в коммунах Дюньи, Боннёй-ан-Франс и Гонесс).

## Транспорт
Станция RER Ле-Бурже (линия B).

## Персоналии
- Арно де ла Перьер, Лотар фон — германский морской офицер, герой Первой мировой войны, самый результативный подводник всех времён, вице-адмирал.
- Барош, Эрнест — французский политик, писатель.
- Данделен, Жерминаль — бельгийский математик и механик.
- Шарлемань, Жан-Арман — французский поэт, писатель, редактор и драматург.

## Города-побратимы
1. Жуковский, Россия